# Mechanizmy neutralne ewolucji
Mechanizmy neutralne ewolucji, zostały po raz pierwszy zaproponowane przez Motoo Kimurę w jego neutralnej teorii ewolucji. Kimura wykazał, że allel, który jest całkowicie neutralny ze względu na naturalną selekcję, tzn. nie niesie żadnej korzyści ani nie jest szkodliwy, może zdominować populację w wyniku całkowicie przypadkowego procesu. Uważa się, że większość mutacji ma charakter neutralny. 
Neutralna teoria ewolucji jest zgodna z założeniami teorii ewolucji i jako taka stanowi część współczesnej syntezy ewolucyjnej.